# Castiglion Fiorentino
Castiglion Fiorentino är en stad och kommun i provinsen Arezzo i östra Toscana. Kommunen hade 13 129 invånare (2018).
Castiglion Fiorentino gränsar till kommunerna Arezzo, Cortona, Foiano della Chiana och Marciano della Chiana.